# Piękna Wieś Opolska
Piękna Wieś Opolska – konkurs w woj. opolskim, organizowany corocznie od 1999 roku przez Urząd Marszałkowski Województwa Opolskiego celem wybrania oraz docenienia społeczności lokalne w budowie i zagospodarowania miejscowości. W programie mogą wziąć miejscowości wiejskie, lecz nie przysiółki. Miejscowość jest zgłaszana przez gminę wraz z odpowiednią dokumentacją. 

## Kategorie
Konkurs obejmuje kategorie:
- A. Wieś przyszłości - nagroda dla laureatów z lat 1999 - 2007
- B. Najpiękniejsza wieś - miejscowości wiejskie wyłączywszy przysiółki
- C. Najlepszy start w odnowie wsi - miejscowość, która zgłosiła się w programie Odnowy Wsi
- D. Najpiękniejsza zagroda wiejska - zagroda na terenie wsi, niekoniecznie prowadząca działalność rolniczą, będąca miejscem zamieszkania dla jednego z członków rodziny.
- E. Najpiękniejszy projekt odnowy wsi - przedsięwzięcia zakończone po 2005 roku.

Wśród ocenianych elementów dla kategorii A są: 
- Ogólnodostępna sala przystosowania do przedsięwzięć szkoleniowych
- Ogólnodostępna sala komputerowa
- Internet dostępny dla większości mieszkańców
- Strona www wsi - pełniąca funkcję platformę komunikacji pomiędzy mieszkańcami. Źródło informacji o życiu wsi.
- "Dom Mieszkańców" - miejsce spotkań społeczności lokalnej wspieranej przez personel (etatowy lub wolontariuszy)
- Urządzone centrum miejscowości z funkcją spotkań plenerowych
- Zorganizowane przywództwo wsi zaangażowane i zarządzające rozwojem wsi
- Sprecyzowana wizja wsi - strategia rozwoju, plany działania krótko- i długookresowego
- Ustalone i wdrażane projekty wzmacniające tożsamość i życie wspólnotowe wsi, działanie na rzecz oferty wsi dla społeczeństwa, przedsięwzięcia kształtujące przestrzeń publiczną.
- Współpraca zewnętrzna, uczestnictwo w programach współpracy

Dla kategorii B i C oceniane są:
- estetyka i dbałość o zachowanie krajobrazu wiejskiego (tereny i obiekty publiczne, posesje prywatne, elementy kwitnące)
- przedsięwzięcia publiczne
- umiejętność planowania przestrzennego wsi
- współdziałanie grup lokalnych, stowarzyszeń na rzecz dalszego rozwoju wsi
- zachowanie tożsamości historycznej, kulturowej produkty lokalne
- umiejętność zaprezentowania dorobku wsi podczas wizyty komisji konkursowej

Kategoria D (zagroda wiejska):
- spójność z krajobrazem
- estetyka, urządzenie i funkcjonalność obejścia
- zaangażowania właścicieli w odnowę wsi i życie społeczno - gospodarcze wsi
- Wpływ na wieś: praca, nowe funkcje, kooperacja w zakresie odnowy wsi i globalen sieci Web.
- umiejętność prezentowania zagrody

Kategoria E (projekt odnowy wsi):
- pomysłowość, innowacyjność i wzorcowy charakter projektu
- spójność z planem odnowy wsi oraz powiązanie z innymi projektami
- zaangażowanie społeczności lokalnej w realizację projektu
- oddziaływanie projektu
- udokumentowanie stanu wyjściowego i realizacji - umiejętność prezentacji projektu dla komisji